# Nhanh như chớp (mùa 3)
Mùa thứ ba của chương trình Nhanh như chớp do Đài Truyền hình Thành phố Hồ Chí Minh và công ty Đông Tây Promotion phối hợp thực hiện, được phát sóng trên kênh HTV7 từ ngày 26 tháng 9 năm 2020 đến ngày 11 tháng 9 năm 2021. Trường Giang và Hari Won đảm nhiệm vai trò MC cho mùa này.
Ở đợt 1, đội của Lê Dương Bảo Lâm, Khả Như, Gin Tuấn Kiệt giành chiến thắng; trong khi ở đợt 2, đội của Tú Vi, Kha Ly, Hùng Thuận giành chiến thắng.

## Thể thức thi đấu
Mỗi tập sẽ có 6 thí sinh tham gia, chia làm 2 đội A và B, mỗi đội 3 thí sinh. Các đội sẽ thi đấu với nhau theo thể thức đấu loại trực tiếp. Đội thắng của một tập sẽ thi đấu ở vòng tiếp theo.
Dưới đây là thể thức thi đấu của chương trình ở mùa 3. Mùa này có 2 đợt phát sóng, mỗi đợt 15 tập, một trận Siêu cúp cho 2 đội vô địch của cả hai đợt, 1 đợt dành cho sinh viên, và một số tập tổng hợp. Từ ngày 24 tháng 7 năm 2021 đến ngày 11 tháng 9 năm 2021, chương trình phát sóng các tập đặc biệt được quay hình Online do ảnh hưởng của đại dịch COVID-19.
1. Vòng loại: Gồm 8 tập. 16 đội sẽ thi đấu dưới thể thức đấu loại trực tiếp. 8 đội thắng sẽ vào vòng tứ kết.
2. Vòng tứ kết: Gồm 4 tập. 8 đội thắng ở vòng loại sẽ thi đấu ở vòng này. 4 đội thắng sẽ vào vòng bán kết.
3. Vòng bán kết: Gồm 2 tập. 4 đội thắng ở vòng tứ kết sẽ thi đấu ở vòng này. 2 đội thắng sẽ vào trận chung kết.
4. Chung kết: 1 tập. 2 đội thắng ở vòng bán kết sẽ thi đấu ở vòng này. Đội thắng ở trận này sẽ là đội vô địch.
5. Siêu cúp (Gala): 1 tập. Đây là trận giao hữu giữa 2 đội vô địch của cả 2 đợt.

## Luật chơi

### Phiên bản chính

#### Vòng đấu loại
Trong mỗi lượt đấu, mỗi đội cử một thành viên đại diện cho đội thi đấu với một thành viên của đội khác. Hai thí sinh thi đấu đối kháng với nhau bằng một bộ câu hỏi chung  với thứ tự giống nhau cho cả 2 người. Một người sẽ được chơi trước còn người kia bước vào phòng cách âm để không nghe thấy câu hỏi của chương trình.
Thí sinh sẽ ngồi lên một "cỗ máy tia chớp" và có 2 phút để trả lời nhanh một bộ câu hỏi gồm nhiều câu (bao gồm câu hỏi chuẩn và câu đố mẹo). Thời gian chỉ được tính từ khi MC bắt đầu đọc câu hỏi đến lúc người chơi chốt câu trả lời và không được tính khi các thí sinh và MC trò chuyện. Mỗi lần trả lời đúng thì được lên một nấc của con dốc, trả lời sai sẽ bị đẩy xuống đáy dốc (nấc số 0); điểm được tính bằng số lượng câu trả lời đúng liên tiếp và nhiều nhất (ví dụ, một thí sinh trả lời được đến mốc số 5 rồi trả lời sai và không trả lời được liên tiếp quá 5 câu sau đó thì điểm số sẽ là 5 điểm). Thí sinh không được quyền bỏ qua bất kỳ câu hỏi nào mà phải trả lời tất cả các câu hỏi dù sai và tuyệt đối không nghe theo đồng đội. Nếu trả lời theo gợi ý của đồng đội thì đáp án sẽ không được chấp nhận và bị tính là trả lời sai.
Nếu trả lời đúng đến mốc số 10 (đúng 10 câu liên tiếp), thí sinh sẽ ngay lập tức nhận được 20.000.000 đồng. Thí sinh có thể sử dụng số tiền này cho mục đích cá nhân hoặc khuyến khích sử dụng cho các hoạt động thiện nguyện khác.
Lưu ý: Chỉ có duy nhất một giải 20.000.000 đồng dành cho một người đầu tiên trả lời đúng 10 câu hỏi liên tục, tức là nếu người đó có 2 lần trả lời đúng 10 câu liên tiếp hoặc có thêm người thứ 2 trả lời đúng 10 câu liên tiếp thì không nhận được thêm 20.000.000 đồng mà chỉ được tính là 10 điểm.
Nếu sau 4 lượt mà vẫn chưa có đội chiến thắng, sẽ có một câu hỏi phụ và mỗi đội chọn ra một thành viên bất kỳ để đại diện đứng trước một cây cột. Sau khi nghe câu hỏi, người chơi giành quyền trả lời bằng cách đặt tay lên cột. Trả lời đúng thì đội có thành viên đó giành chiến thắng, nếu sai thì thành viên của đội kia sẽ trả lời, nếu đúng thì thắng. Nếu cả thành viên không trả lời được câu hỏi, một câu hỏi khác sẽ được đưa ra cho đến khi có đội thắng.
Sau các vòng thi, đội nào giành nhiều điểm hơn sẽ chiến thắng và bước vào vòng đặc biệt, đồng thời giành quyền đi tiếp vào vòng sau. Đội thua cuộc sẽ nhận phần thưởng 12.000.000 đồng (riêng trận chung kết là 30.000.000 đồng). Trong 20 tập đầu, mỗi thành viên đội thua còn nhận được phần quà từ nhà tài trợ.

#### Vòng đặc biệt
Đội chiến thắng sẽ đứng trước một cây cột. Trong vòng 1 phút, đội phải liệt kê 20 đáp án theo chủ đề do chương trình đưa ra. Để được xác nhận, mỗi người chơi cần đặt tay lên cột và nói. Các thành viên phải nói luân phiên nhau và không được nói trùng ý. Sau 1 phút, nếu đội liệt kê đủ hoặc hơn 20 đáp án thì chiến thắng và nhận giải thưởng cao nhất (chi tiết xem cơ cấu giải thưởng ở dưới). Trong 20 tập đầu, mỗi thành viên đội thắng còn nhận được phần quà đến từ nhà tài trợ.

### Phiên bản đặc biệt (kết nối trực tuyến)
Mỗi tập có 3 bộ câu hỏi dành cho 2 người (riêng tập cuối có 5 bộ câu hỏi dành cho 4 người), mỗi bộ có 10 câu hỏi.
Mỗi người chơi sẽ trả lời bộ câu hỏi của riêng mình. Mỗi câu hỏi có 10 giây để trả lời. Kết quả được tính bằng số đáp án đúng của người chơi sau 10 câu hỏi này (khác với phiên bản chính, khi mà kết quả được tính bằng số đáp án đúng liên tiếp). Sau đó, hai người chơi thi đấu đối kháng với 1 bộ câu hỏi chung. Người chơi giơ tay giành quyền trả lời, nếu sai thì người còn lại được quyền trả lời. Mỗi câu trả lời đúng được cộng 1 điểm vào số điểm hiện tại. Sau bộ câu hỏi chung, người nhiều điểm hơn sẽ nhận 10.000.000 đồng, người còn lại nhận 8.000.000 đồng. Nếu 2 người chơi bằng điểm nhau thì mỗi người nhận 9.000.000 đồng.
Trong tập cuối, 4 người chơi được chia thành 2 cặp. Mỗi người chơi sẽ trả lời bộ câu hỏi của riêng mình. Kết quả của mỗi cặp chơi được tính bằng tổng số đáp án đúng của 2 thành viên của cặp đó. Sau đó 2 cặp chơi thi đấu đối kháng với 1 bộ câu hỏi chung. Người chơi giơ tay giành quyền trả lời. Mỗi câu trả lời đúng được cộng 1 điểm vào số điểm hiện tại của cặp chơi. Sau bộ câu hỏi chung, cặp chơi nhiều điểm hơn sẽ nhận 20.000.000 đồng, cặp chơi còn lại nhận 16.000.000 đồng. Nếu 2 cặp chơi bằng điểm nhau thì mỗi thành viên nhận 9.000.000 đồng.

## Cơ cấu giải thưởng

### Trận đấu thường
Dưới đây là cơ cấu giải thưởng áp dụng trong 20 tập đầu tiên của mùa, khi LG là nhà tài trợ chính. Trong các tập 22-31, cơ cấu giải thưởng tương tự, nhưng không có phần quà của nhà tài trợ đi kèm.
| Vòng đấu     | Thắng vòng đặc biệt                         | Thua vòng đặc biệt                          | Thua vòng đấu loại                                              |
| ------------ | ------------------------------------------- | ------------------------------------------- | --------------------------------------------------------------- |
| Vòng loại    | 60.000.000 đồng + Loa Bluetooth LG XBOOM Go | 18.000.000 đồng + Loa Bluetooth LG XBOOM Go | 12.000.000 đồng + Tai nghe LG TONE Free                         |
| Vòng tứ kết  | 80.000.000 đồng + Loa Karaoke LG XBOOM      | 18.000.000 đồng + Loa Karaoke LG XBOOM      | 12.000.000 đồng + Tai nghe LG TONE Free                         |
| Vòng bán kết | 80.000.000 đồng + TV LG NanoCell AI ThinQ   | 18.000.000 đồng + TV LG NanoCell AI ThinQ   | 12.000.000 đồng + Thiết bị chăm sóc da mặt LG Pra.L             |
| Chung kết    | 500.000.000 đồng + TV LG OLED Gallery       | 60.000.000 đồng + TV LG OLED Gallery        | 30.000.000 đồng + Trọn bộ Thiết bị chăm sóc da mặt LG Pra.L 1.0 |

### Siêu cúp Nhanh như chớp
| Thắng vòng đặc biệt | Thua vòng đặc biệt | Thua vòng đấu loại |
| ------------------- | ------------------ | ------------------ |
| 1.000.000.000 đồng  | 18.000.000 đồng    | 12.000.000 đồng    |

### Dành cho sinh viên
| Thắng vòng đặc biệt | Thua vòng đặc biệt | Thua vòng đấu loại |
| ------------------- | ------------------ | ------------------ |
| 60.000.000 đồng     | 18.000.000 đồng    | 12.000.000 đồng    |

### Phiên bản đặc biệt (ghi hình trực tuyến)
| Tập     | Người (cặp chơi) chiến thắng | Người (cặp chơi) không chiến thắng | Hòa                       |
| ------- | ---------------------------- | ---------------------------------- | ------------------------- |
| #1 - #7 | 10.000.000 đồng              | 8.000.000 đồng                     | 9.000.000 đồng/người chơi |
| #8      | 20.000.000 đồng              | 16.000.000 đồng                    | 9.000.000 đồng/người chơi |

## Danh sách các đội tham gia
Đây là danh sách các khách mời đã tham gia mùa 3 của chương trình. Danh sách này không bao gồm những người chơi góp mặt trong đợt ghi hình dành cho sinh viên cũng như phiên bản ghi hình tại nhà.

### Các vòng loại, tứ kết, bán kết và chung kết
| Đội thi đấu                                | Tỉ số                |
| ------------------------------------------ | -------------------- |
| Đội còn thi đấu hoặc á quân                | Thắng                |
| Đội đã bị loại hoặc đồng hạng ba           | Hòa (thua vòng phụ)  |
| Đội vô địch                                | Hòa (thắng vòng phụ) |
| Khách mời bị thay thế [khách mời thay thế] | Thua                 |

#### Đợt 1
| STT | Danh sách thành viên                                                     | Kết quả các vòng    | Kết quả các vòng       | Kết quả các vòng         | Kết quả các vòng        | Thứ hạng chung cuộc (Chỉ dành cho Top 4) |
| STT | Danh sách thành viên                                                     | Vòng loại (tập 1-8) | Vòng Tứ kết (tập 9-12) | Vòng Bán kết (tập 13-14) | Vòng Chung kết (tập 15) | Thứ hạng chung cuộc (Chỉ dành cho Top 4) |
| --- | ------------------------------------------------------------------------ | ------------------- | ---------------------- | ------------------------ | ----------------------- | ---------------------------------------- |
| 1   | Will, Jun Vũ, Trịnh Thăng Bình                                           | 1-3                 |                        |                          |                         |                                          |
| 2   | Lê Dương Bảo Lâm, Khả Như, Gin Tuấn Kiệt                                 | 3-1                 | 3-3                    | 3-2                      | 3-2                     | Quán quân                                |
| 3   | Phương Mỹ Chi, Tăng Phúc, Jang Mi                                        | 1-3                 |                        |                          |                         |                                          |
| 4   | S.T Sơn Thạch, Võ Hoàng Yến, Quốc Khánh                                  | 3-1                 | 3-3                    |                          |                         |                                          |
| 5   | ViruSs, Puka, PewPew                                                     | 2-2                 | 2-2                    | 4-2                      | 2-3                     | Á quân                                   |
| 6   | Trương Quỳnh Anh, Lynk Lee, Khói                                         | 2-2                 |                        |                          |                         |                                          |
| 7   | BB Trần, Ngọc Thảo, Hải Triều                                            | 3-3                 |                        |                          |                         |                                          |
| 8   | Quang Trung, Huỳnh Uyển Ân, Ali Hoàng Dương [Ngọc Thảo, Thiều Bảo Trang] | 3-3                 | 0-3                    |                          |                         |                                          |
| 9   | Châu Đăng Khoa, Nhung Gumiho, Thanh Trang                                | 0-3                 |                        |                          |                         |                                          |
| 10  | Mạc Văn Khoa, Lý Nhã Kỳ, Hoàng Phi                                       | 3-0                 | 3-0                    | 2-3                      |                         | Đồng hạng ba                             |
| 11  | Cao Bá Hưng, Huy Khánh, Nguyễn Hồng Thuận                                | 2-3                 |                        |                          |                         |                                          |
| 12  | Ngân Khánh, Nguyễn Anh Tú, Thái Trinh                                    | 3-2                 | 2-2                    |                          |                         |                                          |
| 13  | Shin Hồng Vịnh, Thiều Bảo Trang, Kiều Trinh                              | 1-3                 |                        |                          |                         |                                          |
| 14  | JSOL, Cara Phương, Hành Or                                               | 3-1                 | 0-3                    |                          |                         |                                          |
| 15  | Lê Bống, Long Chun, Trà Đặng                                             | 1-3                 |                        |                          |                         |                                          |
| 16  | Lê Lộc, La Thành, Phương Linh                                            | 3-1                 | 3-0                    | 2-4                      |                         | Đồng hạng ba                             |

#### Đợt 2
- Chú ý: Tập 21 là tập đặc biệt của chương trình.

| STT | Danh sách thành viên                     | Kết quả các vòng             | Kết quả các vòng        | Kết quả các vòng         | Kết quả các vòng        | Thứ hạng chung cuộc (Chỉ dành cho Top 4) |
| STT | Danh sách thành viên                     | Vòng loại (tập 16-20, 22-24) | Vòng Tứ kết (tập 25-28) | Vòng Bán kết (tập 29-30) | Vòng Chung kết (tập 31) | Thứ hạng chung cuộc (Chỉ dành cho Top 4) |
| --- | ---------------------------------------- | ---------------------------- | ----------------------- | ------------------------ | ----------------------- | ---------------------------------------- |
| 1   | Lăng LD, Ricky Star, R.I.C               | 3-3                          |                         |                          |                         |                                          |
| 2   | Gonzo, Hydra, Mac Junior                 | 3-3                          | 0-3                     |                          |                         |                                          |
| 3   | Nguyệt Ánh, Hòa Hiệp, Lê Bê La           | 1-3                          |                         |                          |                         |                                          |
| 4   | Tú Vi, Kha Ly, Hùng Thuận                | 3-1                          | 3-0                     | 3-0                      | 3-0                     | Quán quân                                |
| 5   | Thành Draw, Đạt Dope, Gừng               | 3-1                          | 1-3                     |                          |                         |                                          |
| 6   | Lor, Tez, Nul                            | 1-3                          |                         |                          |                         |                                          |
| 7   | Trương Mỹ Nhân, Sĩ Thanh, Lynk Lee       | 0-3                          |                         |                          |                         |                                          |
| 8   | Thùy Trang, Dương Thanh Vàng, Ngọc Phước | 3-0                          | 3-1                     | 0-3                      |                         | Đồng hạng ba                             |
| 9   | JoliPoli (Anh Thư), Bình An, Phương Nga  | 3-2                          | 2-2                     |                          |                         |                                          |
| 10  | Tony D, Thanh Thanh Huyền, Yuno BigBoi   | 2-3                          |                         |                          |                         |                                          |
| 11  | Lê Minh, Anh Tuấn, Thiên Vương           | 3-3                          | 1-3                     |                          |                         |                                          |
| 12  | Thu Thủy, Thu Ngọc, Hải Băng             | 3-3                          |                         |                          |                         |                                          |
| 13  | Hà Hiền, Lê Nam, Steven Nguyễn           | 3-2                          | 3-1                     | 1-3                      |                         | Đồng hạng ba                             |
| 14  | Will, Khánh Linh, Andiez Nam Trương      | 2-3                          |                         |                          |                         |                                          |
| 15  | Quang Anh, Hà Nhi, Bảo Hân               | 0-3                          |                         |                          |                         |                                          |
| 16  | Anh Tú, LyLy, Hoàng Dũng                 | 3-0                          | 2-2                     | 3-1                      | 0-3                     | Á quân                                   |

### Siêu cúp
Tập Siêu cúp được phát sóng vào ngày 1 tháng 5 năm 2021 là cuộc đối đầu giữa hai đội:
- Lê Dương Bảo Lâm, Khả Như, Mạc Văn Khoa (vô địch mùa 3 đợt 1)
- Tú Vi, Kha Ly, Hùng Thuận (vô địch mùa 3 đợt 2)

Ở trận đấu này, Mạc Văn Khoa là người chơi thay thế cho Gin Tuấn Kiệt tham gia ở trận chung kết đợt 1.
Đội Lê Dương Bảo Lâm, Khả Như và Mạc Văn Khoa đã giành chiến thắng trận đấu này với tỷ số chung cuộc 3-2.

## Chi tiết các tập
| Đội (người chơi) chiến thắng và trực tiếp lọt vào vòng trong |
| Đội chiến thắng nhờ chiến thắng vòng thi phụ                 |
| Đội quán quân hoặc giành chiến thắng ở trận siêu cúp         |

| Đợt                | Vòng đấu                                        | Tập | Ngày phát sóng | A                                                       | Tỉ số (A/B)    | B                                                       |
| ------------------ | ----------------------------------------------- | --- | -------------- | ------------------------------------------------------- | -------------- | ------------------------------------------------------- |
| 1                  | Vòng loại                                       | 1   | 26/9/2020      | Will, Jun Vũ, Trịnh Thăng Bình                          | 1-3            | Lê Dương Bảo Lâm, Khả Như, Gin Tuấn Kiệt                |
| 1                  | Vòng loại                                       | 2   | 3/10/2020      | Phương Mỹ Chi, Tăng Phúc, Jang Mi                       | 1-3            | S.T Sơn Thạch, Võ Hoàng Yến, Quốc Khánh                 |
| 1                  | Vòng loại                                       | 3   | 10/10/2020     | ViruSs, Puka, PewPew                                    | 2-2            | Trương Quỳnh Anh, Lynk Lee, Khói                        |
| 1                  | Vòng loại                                       | 4   | 17/10/2020     | BB Trần, Ngọc Thảo, Hải Triều                           | 3-3            | Huỳnh Uyển Ân, Ali Hoàng Dương, Quang Trung             |
| 1                  | Vòng loại                                       | 5   | 24/10/2020     | Châu Đăng Khoa, Nhung Gumiho, Thanh Trang               | 0-3            | Mạc Văn Khoa, Lý Nhã Kỳ, Hoàng Phi                      |
| 1                  | Vòng loại                                       | 6   | 31/10/2020     | Cao Bá Hưng, Huy Khánh, Nguyễn Hồng Thuận               | 2-3            | Ngân Khánh, Nguyễn Anh Tú, Thái Trinh                   |
| 1                  | Vòng loại                                       | 7   | 7/11/2020      | Shin Hồng Vịnh, Thiều Bảo Trang, Kiều Trinh             | 1-3            | JSOL, Cara Phương, Hành Or                              |
| 1                  | Vòng loại                                       | 8   | 14/11/2020     | Lê Bống, Long Chun, Trà Đặng                            | 1-3            | Lê Lộc, La Thành, Phương Linh                           |
| 1                  | Tứ kết                                          | 9   | 21/11/2020     | Lê Dương Bảo Lâm, Khả Như, Gin Tuấn Kiệt (thắng tập 1)  | 3-3            | S.T Sơn Thạch, Võ Hoàng Yến, Quốc Khánh (thắng tập 2)   |
| 1                  | Tứ kết                                          | 10  | 28/11/2020     | ViruSs, Puka, PewPew (thắng tập 3)                      | 2-2            | Ngân Khánh, Nguyễn Anh Tú, Thái Trinh (thắng tập 6)     |
| 1                  | Tứ kết                                          | 11  | 5/12/2020      | Lê Lộc, La Thành, Phương Linh (thắng tập 8)             | 3-0            | JSOL, Cara Phương, Hành Or (thắng tập 7)                |
| 1                  | Tứ kết                                          | 12  | 12/12/2020     | Ngọc Thảo, Huỳnh Uyển Ân, Thiều Bảo Trang (thắng tập 4) | 0-3            | Mạc Văn Khoa, Lý Nhã Kỳ, Hoàng Phi (thắng tập 5)        |
| 1                  | Bán kết                                         | 13  | 19/12/2020     | ViruSs, Puka PewPew (thắng tập 10)                      | 4-2            | Lê Lộc, La Thành, Phương Linh (thắng tập 11)            |
| 1                  | Bán kết                                         | 14  | 26/12/2020     | Lê Dương Bảo Lâm, Khả Như, Gin Tuấn Kiệt (thắng tập 9)  | 3-2            | Mạc Văn Khoa, Lý Nhã Kỳ, Hoàng Phi (thắng tập 12)       |
| 1                  | Chung kết                                       | 15  | 2/1/2021       | Lê Dương Bảo Lâm, Khả Như, Gin Tuấn Kiệt (thắng tập 14) | 3-2            | ViruSs, Puka, PewPew (thắng tập 13)                     |
| 2                  | Vòng loại                                       | 16  | 9/1/2021       | Lăng LD, Ricky Star, R.I.C                              | 3-3            | Gonzo, Hydra, Mac Junior                                |
| 2                  | Vòng loại                                       | 17  | 16/1/2021      | Nguyệt Ánh, Hòa Hiệp, Lê Bê La                          | 1-3            | Tú Vi, Kha Ly, Hùng Thuận                               |
| 2                  | Vòng loại                                       | 18  | 23/1/2021      | Thành Draw, Đạt Dope, Gừng                              | 3-1            | Lor, Tez, Nul                                           |
| 2                  | Vòng loại                                       | 19  | 30/1/2021      | Trương Mỹ Nhân, Sĩ Thanh, Lynk Lee                      | 0-3            | Thùy Trang, Dương Thanh Vàng, Ngọc Phước                |
| 2                  | Vòng loại                                       | 20  | 6/2/2021       | JoliPoli, Bình An, Phương Nga                           | 3-2            | Tony D, Thanh Thanh Huyền, Yuno BigBoi                  |
| 2                  | –                                               | 21  | 13/2/2021      | Tập đặc biệt                                            | Tập đặc biệt   | Tập đặc biệt                                            |
| 2                  | Vòng loại                                       | 22  | 20/2/2021      | Anh Tuấn, Thiên Vương, Lê Minh                          | 3-3            | Thu Thủy, Thu Ngọc, Hải Băng                            |
| 2                  | Vòng loại                                       | 23  | 27/2/2021      | Hà Hiền, Lê Nam, Steven Nguyễn                          | 3-2            | Will, Khánh Linh, Andiez Nam Trương                     |
| 2                  | Vòng loại                                       | 24  | 6/3/2021       | Quang Anh, Hà Nhi, Bảo Hân                              | 0-3            | Anh Tú, LyLy, Hoàng Dũng                                |
| 2                  | Tứ kết                                          | 25  | 13/03/2021     | Tú Vi, Kha Ly, Hùng Thuận (thắng tập 17)                | 3-0            | Gonzo, Hydra, Mac Junior (thắng tập 16)                 |
| 2                  | Tứ kết                                          | 26  | 20/03/2021     | Thành Draw, Đạt Dope, Gừng (thắng tập 18)               | 1-3            | Thùy Trang, Dương Thanh Vàng, Ngọc Phước (thắng tập 19) |
| 2                  | Tứ kết                                          | 27  | 27/03/2021     | JoliPoli, Bình An, Phương Nga (thắng tập 20)            | 2-2            | Anh Tú, LyLy, Hoàng Dũng (thắng tập 24)                 |
| 2                  | Tứ kết                                          | 28  | 03/04/2021     | Hà Hiền, Lê Nam, Steven Nguyễn (thắng tập 23)           | 3-1            | Anh Tuấn, Thiên Vương, Lê Minh (thắng tập 22)           |
| 2                  | Bán kết                                         | 29  | 10/04/2021     | Tú Vi, Kha Ly, Hùng Thuận (thắng tập 25)                | 3-0            | Thùy Trang, Dương Thanh Vàng, Ngọc Phước (thắng tập 26) |
| 2                  | Bán kết                                         | 30  | 17/04/2021     | Anh Tú, LyLy, Hoàng Dũng (thắng tập 27)                 | 3-1            | Hà Hiền, Lê Nam, Steven Nguyễn (thắng tập 28)           |
| 2                  | Chung kết                                       | 31  | 24/04/2021     | Anh Tú, LyLy, Hoàng Dũng (thắng tập 30)                 | 0-3            | Tú Vi, Kha Ly, Hùng Thuận (thắng tập 29)                |
| Siêu cúp           | Siêu cúp                                        | 32  | 01/05/2021     | Tú Vi, Kha Ly, Hùng Thuận (vô địch đợt 2)               | 2-3            | Lê Dương Bảo Lâm, Khả Như, Mạc Văn Khoa (vô địch đợt 1) |
| Dành cho sinh viên | Dành cho sinh viên                              | 33  | 08/05/2021     | Hương Thịnh, Hùng Trí, Thảo Vy                          | 4-2            | Bảo Danh, Gia Như, Lê Khanh                             |
| Dành cho sinh viên | Dành cho sinh viên                              | 34  | 15/05/2021     | Nhã Dinh, Thu Thảo, Việt Mỹ                             | 3-1            | Thủy Tiên, Thanh Tùng, Lily Phạm                        |
| Dành cho sinh viên | Dành cho sinh viên                              | 35  | 22/05/2021     | Đặng Thu Huyền, Kỳ Anh, Hùng Bá                         | 2-2            | Bá Hằng, Anh Thư, Tuyết Nhi                             |
| Tập đặc biệt       | Tổng hợp                                        | 36  | 29/05/2021     | Tổng kết mùa 3                                          | Tổng kết mùa 3 | Tổng kết mùa 3                                          |
| Tập đặc biệt       | Tổng hợp                                        | 37  | 05/06/2021     | Tổng kết mùa 3                                          | Tổng kết mùa 3 | Tổng kết mùa 3                                          |
| Tập đặc biệt       | Tổng hợp                                        | 38  | 12/06/2021     | Tổng kết mùa 3                                          | Tổng kết mùa 3 | Tổng kết mùa 3                                          |
| Tập đặc biệt       | Tổng hợp                                        | 39  | 19/06/2021     | Tổng kết mùa 3                                          | Tổng kết mùa 3 | Tổng kết mùa 3                                          |
| Tập đặc biệt       | Tổng hợp                                        | 40  | 26/06/2021     | Tổng kết mùa 3                                          | Tổng kết mùa 3 | Tổng kết mùa 3                                          |
| Tập đặc biệt       | Tổng hợp                                        | 41  | 03/07/2021     | Tổng kết mùa 3                                          | Tổng kết mùa 3 | Tổng kết mùa 3                                          |
| Tập đặc biệt       | Tổng hợp                                        | 42  | 10/07/2021     | Tổng kết mùa 3                                          | Tổng kết mùa 3 | Tổng kết mùa 3                                          |
| Tập đặc biệt       | Tổng hợp                                        | 43  | 17/07/2021     | Tổng kết mùa 3                                          | Tổng kết mùa 3 | Tổng kết mùa 3                                          |
| Tập đặc biệt       | Phiên bản đặc biệt (chỉ có Trường Giang làm MC) | #1  | 24/07/2021     | Khả Như                                                 | 10-5           | Lê Dương Bảo Lâm                                        |
| Tập đặc biệt       | Phiên bản đặc biệt (chỉ có Trường Giang làm MC) | #2  | 31/07/2021     | Puka                                                    | 11-14          | S.T Sơn Thạch                                           |
| Tập đặc biệt       | Phiên bản đặc biệt (chỉ có Trường Giang làm MC) | #3  | 07/08/2021     | Mạc Văn Khoa                                            | 8-9            | Tú Vi                                                   |
| Tập đặc biệt       | Phiên bản đặc biệt (chỉ có Trường Giang làm MC) | #4  | 14/08/2021     | Quốc Khánh                                              | 9 - 9          | Hari Won                                                |
| Tập đặc biệt       | Phiên bản đặc biệt (chỉ có Trường Giang làm MC) | #5  | 21/08/2021     | Duy Khánh                                               | 11 - 7         | Midu                                                    |
| Tập đặc biệt       | Phiên bản đặc biệt (chỉ có Trường Giang làm MC) | #6  | 28/08/2021     | Will                                                    | 5-13           | Jun Vũ                                                  |
| Tập đặc biệt       | Phiên bản đặc biệt (chỉ có Trường Giang làm MC) | #7  | 04/09/2021     | Nam Thư                                                 | 6-8            | La Thành                                                |
| Tập đặc biệt       | Phiên bản đặc biệt (chỉ có Trường Giang làm MC) | #8  | 11/09/2021     | Khả Như, Lê Dương Bảo Lâm                               | 17-17          | Puka, Mạc Văn Khoa                                      |

## Một số thống kê kỷ lục

### Người chiến thắng
Dưới đây là danh sách thí sinh chiến thắng (trả lời đúng đến mốc số 10):
1. Diễn viên Lê Dương Bảo Lâm, trong tập 9 mùa 3 phát sóng ngày 21/11/2020.[14][16]
2. Ca sĩ [[365daband|S.T Sơn Thạch]], trong tập 9 mùa 3 phát sóng ngày 21/11/2020.[16]

### Người không đúng một câu nào
1. Diễn viên Hùng Thuận, trong tập 32 mùa 3 ngày 1/5/2021